# SN 2002lq
SN 2002lq – supernowa typu Ia odkryta 6 czerwca 2002 roku w galaktyce A164028+4114. W momencie odkrycia miała maksymalną jasność 21,90m.